# 꼬리근
꼬리근(coccygeus muscle, ischiococcygeus), 또는 미골근은 골반의 바닥에 있는 근육으로, 항문올림근의 뒤쪽에 위치하며 엉치가시인대의 앞쪽에 위치한다.

## 구조
꼬리근은 항문올림근의 뒤쪽에 위치하고 골반바닥의 엉치가시인대 앞쪽에 있다. 근육질 섬유와 힘줄 섬유가 삼각형의 평면을 이루고 있다. 이는곳은 궁둥뼈가시와 엉치가시인대이다. 닿는곳은 꼬리뼈의 가장자리와 엉치뼈의 가장 낮은 부분의 측면이다.
항문올림근과 함께 골반가로막을 형성한다.
음부신경은 꼬리근과 궁둥구멍근의 사이로 주행한다. 궁둥구멍근은 꼬리근 얕은쪽에 위치한다.

### 신경 분포
꼬리근은 꼬리근과 궁둥구멍근 사이를 지나는 음부신경의 지배를 받는다.

## 기능
꼬리근은 항문올림근과 궁둥구멍근이 골반 출구의 뒤쪽 부분을 닫는 것을 돕는다. 이를 통해 여성의 질과 다른 골반 내의 장기들을 지지하는 데 도움이 된다.

## 같이 보기
- 꼬리뼈

## 참고 문헌
이 문서는 현재 퍼블릭 도메인에 속하는 그레이 해부학 제20판(1918) page 424의 내용을 기초로 작성된 글이 포함되어 있습니다.